# 山口県道227号厚狭停車場郡線
山口県道227号厚狭停車場郡線（やまぐちけんどう227ごう あさていしゃじょうこおりせん）は、山口県山陽小野田市を通る一般県道である。

## 概要
JR西日本山陽本線・美祢線・山陽新幹線 厚狭駅南口から国道2号に至る。

### 路線データ
- 起点：山陽小野田市大字郡（JR西日本山陽本線・美祢線・山陽新幹線 厚狭駅南口）
- 終点：山陽小野田市大字郡（国道2号交点[注釈 1]、山口県道226号津布田郡線終点）

## 歴史
- 1998年（平成10年）1月6日 - 山口県告示第2号により認定される。

前身は山口県道226号迫田梶厚狭線。国道2号厚狭・埴生バイパスやJR西日本山陽新幹線 厚狭駅の建設を契機として同路線を厚狭郡山陽町大字郡（当時）で分割して認定された路線である。
- 2005年（平成17年）3月22日 - 小野田市と厚狭郡山陽町が対等合併して山陽小野田市が発足したことに伴い起終点の地名表記が変更される。

## 地理

### 通過する自治体
- 山口県
  - 山陽小野田市

### 交差する道路
| 交差する道路                                                      | 交差する場所 | 交差する場所 |
| ----------------------------------------------------------------- | ------------ | ------------ |
| 国道2号 / 厚狭・埴生バイパス 国道9号 重複 山口県道226号津布田郡線 | 大字郡       | 終点         |

### 沿線
- JR西日本山陽本線・美祢線・山陽新幹線 厚狭駅
- 山陽小野田市文化会館